# ولادیمیر آلینیک
ولادیمیر آلینیک (انگلیسی: Vladimir Aleynik؛ زادهٔ ۱۲ سپتامبر ۱۹۵۹) شیرجه‌رو اهل بلاروس است که در بازی‌های المپیک تابستانی ۱۹۷۶ و ۱۹۸۰ برای این کشور در سکوی ۱۰ متر مردان شرکت کرد و به مدال‌های برنز و نقره دست یافت.